# クロード・ル・ロワ
クロード・ル・ロワ（Claude Le Roy、1948年2月6日 - ）は、フランスの元サッカー選手。

## 来歴
多くのアフリカの代表チームの監督を歴任した。
1988年にカメルーン代表監督としてアフリカネイションズカップ1988で優勝した。